# トーグ
トーグ（TORG）とは、アメリカ合衆国のWest End Games社が発売したテーブルトークRPG（TRPG）のタイトル。日本では1993年から1995年にかけて新紀元社によって翻訳展開されていた。メインとなった翻訳者は山北篤。
ファンタジー世界や未来世界など様々な異世界からやってきた勇者たちが現代の地球人と手を取り合い悪に立ち向かうというマルチジャンルTRPGで、アメリカンコミックなどでよく見られる『クロスオーバーもの』を多分に意識したゲームになっている。
ユーザーからのアンケートによって歴史を作っていく「インフィニバース構想」により、それぞれのユーザー同士のゲームプレイまでもがクロスオーバーするというこだわりようであった。
この「インフィニバース構想」も1997年にはすでに終了しており、『トーグ』の歴史はすでに完結しているが、米国では2005年にルール部分を改訂した復刻版である「TORG1.5」が、日本でも2018年1月に「リヴァイズド エディション」が発売されるなど、現在でも根強いファンを持つゲームである。
日本においても多くのファンが現在でも存在し、自作でトーグからの影響を受けていることを公言しているゲームデザイナーも数多い。
2010年にWest End Gamesが操業を停止し、ドイツのゲーム会社、ユリシーズ・シュピールが版権を購入。2017年にデザインを一新した『トーグ・エタニティ』をKickstarterにて出版した。トーグ・エタニティは2021年8月に日本語版が発売された。

## 概要
いくつもの平行世界からの侵略を受け、多くの土地が彼らに支配されてしまっている現代地球が舞台。
プレイヤーキャラクター（PC）はそれぞれの平行世界を支配している悪の指導者「ハイロード」たちから地球を解放すべく立ち上がった勇者たち「ストームナイト」となる。ストームナイトになれるのは地球人だけでなく、ハイロードに反抗しているそれぞれの平行世界の住人たちも含まれる。そのため、様々な世界の技術や技を持ったストームナイトたちが手を取り合い悪に立ち向かうという、クロスオーバーものの醍醐味が味わえるようになっている。
トーグの漫画や映画の登場人物のようなアクションや台詞を交えたロールプレイを要求するゲームルールは、派手なアクションや渋い台詞を言うことでPCの能力強化につながるようなロールプレイ評価ルールに少なからず影響を与えた。

## 設定

### 各種用語
ポシビリティ戦争
我々が住む地球（平行世界の人間たちは「コア・アース」と呼ぶ）を舞台に行われている、いくつもの平行世界（コズム）の軍勢が互いに戦いあう次元間戦争のこと。20世紀末に突如勃発し、コア・アースはわけもわからぬまま巻き込まれ、多くの土地を平行世界の勢力に占拠されてしまった。
コア・アースには“可能性”のエネルギー「ポシビリティ」が他の世界と比べて大量に存在しており、全ての平行世界はそれを独占するためにコア・アースの全土侵略を目指している。
コズム
コズムとはいわゆる平行世界のことであり、多くのコズムが隣り合って連続している。コズムの往来は基本的にはできないのであるが、ハイロードといわれる強力な存在は往来を可能にする技術を持っている。そのためにポシビリティ戦争が引き起こされた。
ポシビリティ
「可能性」の力。これが多くあると願った通りのことが起こりやすくなる。世界の変化と発展の原動力でもあり、これが完全になくなった世界は滅びてしまう。ゲーム的にはヒーローポイントの一種としても使われる。またPCにとっては経験点もかねている。
レルム
別のコズムの軍勢によってコア・アースの土地に作られた植民地が「レルム」である。これはダークネスデバイスの力を受けたハイロードが作成する「スティリー」と呼ばれるものを地面に植え付け、その三角形で区切られた地域のリアリティが他と切り離されて作られる。
レルムは物理的には地球の一部でありながら世界としては侵略してきた軍勢の故郷のコズムにつながれており、風景、気候、物理法則から人々の意識や肉体の構成までもが、侵略軍の故郷のコズムとそっくりに作り変えられる。そこに住む住人はまるで昔からその世界に住んでいたかのように振舞うことになり、これを「リアリティの書き換え」と呼ぶ。即時のリアリティ書き換えを免れた住民も、レルムを支配する異世界のリアリティによって元の世界での生き方を否定される中で徐々にポシビリティを奪われていき、最終的にポシビリティを奪い尽くされて侵略側のリアリティに書き換えられてしまう。
レルムの形成とそれによるリアリティの書き換えは、戦争の時にも使われる。つまり、戦場を自らの故郷のコズムと同じリアリティにすることで相手の軍勢を役立たずにできるのだ。たとえば科学技術のリアリティを中世程度に書き換えることで、戦車や銃の存在が否定され唯の鉄の塊と化す。もし原始時代に書き換えられようものなら金属製品が消滅する。そうなると戦車や銃を主流で使っているコア・アースの軍勢は役立たずとなる。逆にレルムを解放することができれば、コア・アースより高い科学技術を誇る軍勢に対して科学技術をコア・アース並みに戻したり、魔法使いの軍勢に対し魔法の力をコア・アース並みに戻すなどの対抗手段にもなる。コア・アース勢力にとって問題なのは、リアリティの書き換えで変化させられた住人はそれによってポシビリティを奪われており、レルム解放時の再書き換えに耐えられず消滅してしまうことである。
リアリティ
各コズム（コア・アースも含む）の価値観を表したものが「リアリティ」である。このゲームでは、例えばファンタジー世界に科学技術が存在しないのは「その世界の“リアリティ”が科学技術の働く方向に発展していない」ということだと設定されている。そのために機械を異世界から持ち込んでもその世界では動かない。
同じように、原始世界に住む人間がみんな蛮族なのは「その世界では、“リアリティ”が文化や文明を維持するような発達をしていない」ということになっている。どんな文明人も原始世界にいると文明の知恵と記憶を利用できなくなってしまう。
こうしたリアリティの性質は、ポシビリティ戦争の舞台となるまでコア・アース側には知られておらず、そのことが緒戦での大敗につながった。
平行世界の軍勢はポシビリティを使用することで、周辺のリアリティを自分の世界のリアリティに書き換えることができる。侵略者の中にはこれを応用した超兵器を擁するものもあり、一時的リアリティ書き換えで防衛軍を蹂躙してからレルムを形成するという戦法で大きく版図を拡大した。
ハイロード
コア・アースに侵略にやってきている各コズム界の覇者たちを「ハイロード」と呼ぶ。ハイロードは「ダークネスデバイス」という呪われた超古代のアイテムの契約者であり、ダークネスデバイスは大量のポシビリティと引き換えに所持者にすさまじい力を与える。その中には世界を渡る力もあり、全てのコズムの軍勢はハイロードのこの力によりコア・アースにやってきたのだ。彼らの究極目的はポシビリティ戦争に勝ち残り「トーグ」となることである。
ダークネスデバイスは創造と破壊の相克における「破壊」側の存在であり、契約者にもそれ相応の破壊的な（もしくは破壊の道に引きずり込めそうな）人物が選ばれる。もしコア・アースにハイロードが存在すれば、トーグの地位を巡って他のハイロードと争うことになるが、地球の守護者というよりは（他コズムのハイロードが自身のコズムにおいてそうであるように）コア・アース自体にとっての圧制者となる可能性が高い。
ダークネスデバイス
コズムバースにおける「破壊」をつかさどる「名づけざるもの」と呼ばれる存在が作ったとされる知性のある物品。
既知のいかなる物理的手段でも破壊は出来ず、たとえ恒星が爆発するような事があっても傷一つ付かない。
世界のポシビリティ（可能性）を吸収することによって膨大なポシビリティを獲得してコズムを滅ぼす力を持ち、更に蓄えたポシビリティでリアリティを変化させたり、他のコズムへの侵攻を行ったりする。
多くは黒曜石の物品の形を取る（ゴーントマンのダークネスデバイス、へケトンは黒曜石の心臓）が、それ以外にも「真っ黒な木ラックパッケン（リビングランド）」「黒いラップトップパソコン大黒（ニッポンテック）」のようなものもある。
人間を遥かに超越した能力を持つ（人間の平均能力が8なのに対し、20～50程度の能力を持つ）があくまでも道具であり、単独では殆ど何も出来ない。このため野心のある知的生命体をハイロードとして選び、能力を貸す事によって破壊活動を行わせる。
一方でダークネスデバイスにとってもハイロードは「コズムバース破壊という使命を果たすための取り替え可能な道具」に過ぎない。このため失敗したハイロードはデバイスから見捨てられてすげ替えられる事になる。
トーグ
すべてのハイロードが目指す究極の目的。膨大なポシビリティを使うことでハイロードがダークネスデバイスと完全に融合した不老不死の存在。あらゆるものを支配し、すべてに力を及ぼすことのできる究極の存在。
ゴスポグ
ハイロードのリーダーであるゴーントマンが他のハイロードに贈ったものでハイロードの共通戦力になっている。
人間のような知性ある生物の死体を敷き詰めた「畑」にゴスポグの種を撒くことで死体を苗床にして生まれるアンデッドの怪物である。
同じ畑から5回までゴスポグが収穫出来るが、後の世代になるほど数が減る代わりに強力なゴスポグが生まれてくる。
第1世代はどこのレルムでも同じ能力の「植物で出来たゾンビ」のような存在だが、第2世代以降はリアリティに応じた姿形と能力を得る。ニッポンテックではその植物の身体を警備用の全身鎧で覆っているため、外見上はどの世代も同じであり、ありふれた警備員と区別が付かないようになっている。
レルムによっては単純なモンスターではなく「高度な知性を持ち人間を悪の道に引き込む」「人間と殆ど変わらない姿で人間社会に潜り込んで悪事を働く」と言ったものも生まれる。
リビングランドではハイロード側の戦力の大半がゴスポグである一方、サイバー教皇領ではゴスポグは民衆を怯えさせてサイバー教会を支持させる自作自演に用いられるなど、レルムによって使い方も大きく異なる。
ストームナイト
世の中には、ポシビリティを自らの意思で自在に操ることができる「ポシビリティ能力者」と言われるものがいる。彼らはポシビリティにより守られているために敵の「リアリティの書き換え」にも飲み込まれず、自らの意思と能力を保ったまま他のコズムの敵と戦うことができる。たとえば中世世界で戦車を乗り回すことも可能な存在である。
そんなポシビリティ能力者の中には、ハイロードに抵抗するレジスタンスたちもいる。彼らはハイロードによって虐げられている全てのコズムの者たちから希望をもって嵐の騎士「ストームナイト」と呼ばれている。ストームナイトは単に侵略軍を倒すというだけでなく、形成されたレルムを解放することができる唯一の存在であり、また伝説的な偉業をなすことでレルムの人々に希望を示しレルム解放時の再書き換えを生き延びるためのポシビリティを与えることができる唯一の存在でもある。
全てのPCはストームナイトとして強きをくじき弱きを助け世界を救うため地球各地を駆け巡ることとなる。

### レルム概要

#### コア・アース
| どんな世界か?        | 我々の住む現代の地球                                                            |
| 支配地域             | レルムになっていない全ての地域                                                  |
| 故郷のコズム         | コア・アース                                                                    |
| ハイロード           | なし                                                                            |
| ダークネス・デバイス | なし                                                                            |
| 世界法則             | 天才の法則 （天才が生まれやすい）                                               |
|                      | 希望の法則 （どんな困難でも希望を忘れずに立ち向かうことができる）               |
|                      | 偉業の法則 （コア・アースで行われた英雄的行動は全ての世界の人々に希望を与える） |

我々の住むこの地球のことを「コア・アース」と呼ぶ。
ポシビリティを操る技術はほとんどないものの、ポシビリティ自体は豊富な世界なため、ポシビリティ能力者が生まれやすい。そのため、多くのストームナイトがコア・アース出身となっている。

#### アイル
| どんな世界か?        | 剣と魔法のファンタジー世界                                                                                        |
| 支配地域             | アイルランド、イギリス、北欧                                                                                      |
| 故郷のコズム         | アイル |
| ハイロード           | ユーソリオン（邪悪な魔法使い）                                                                                    |
| ダークネス・デバイス | 黒曜石の王冠「ドラカヌス」                                                                                        |
| 世界法則             | 魔法の法則 （魔法は現実に存在する）                                                                               |
|                      | 観察の法則 （観察されたものは必ず存在する）                                                                       |
|                      | 名誉の法則 （名誉ある行為をした者は万人にそれが伝わる。名誉を成したことがわかるような何かが外見などにあらわれる） |
|                      | 不正の法則 （不正や悪徳は隠すことができない。不正を行ったことがわかるような何かが外見などにあらわれる）           |

いわゆる剣と魔法のファンタジー世界。文化は中世ヨーロッパ風で技術レベルも中世程度。ただし魔法が実在し、竜やケンタウロスのような伝説の生物も軍勢として活躍する。
ハイロードのユーソリオンはこの世界のもともとの支配者である光の女王アーディネイの地位を簒奪して闇の軍勢を率いている。女王を信奉するものはレジスタンスとしてストームナイトになることも多い。

#### ナイル帝国
| どんな世界か?        | アメリカン・コミックのような「正義のヒーローと悪の怪人」の世界                        |
| 支配地域             | 北アフリカ、中近東                                                                    |
| 故郷のコズム         | テラ                                                                                  |
| ハイロード           | Dr.メビウス（マッドサイエンティスト）                                                 |
| ダークネス・デバイス | 黒曜石の神像「ケフェルティリ」                                                        |
| 世界法則             | 正邪の法則 （すべての知性体は善人か悪人のどちらかになる）                             |
|                      | 活劇の法則 （正義側に属するヒーローはより効率的にポシビリティを使用できる）           |
|                      | マンガの法則 （正義側に属するヒーローは常に危機状況に追い込まれるが、間一髪で助かる） |

アメリカンコミックに出てくるような「ヒーローと悪漢の世界」。技術レベルはジュブナイルヒーローが最も活躍できた「20世紀前半」に属する。（もちろん荒唐無稽な「マッドサイエンス」も存在する）
エジプトを支配しているだけあって古代エジプトの魔術が重要な要素として存在するが基本的な文化は英米に近い。我々の地球における20世紀初頭の「大英帝国保護下のエジプト」のパラレルワールドといっていい。
ハイロードのDr.メビウスはこの世界を覆う巨悪であり、大規模な悪の軍団の総帥である。コア・アースに来た理由にはポシビリティ戦争以外に、テラでは活劇とマンガの法則により悪人は絶対勝てないため、その法則が無い世界を求めたと言うのもある。そしていまやこの世界は悪の勢力の方が強く、ヒーローたちはこぞってストームナイトとなって悪の陰謀を打ち砕こうとしている。

#### リビングランド
| どんな世界か?        | 恐竜が跋扈する太古のジャングル                                              |
| 支配地域             | 北米、カナダの一部                                                          |
| 故郷のコズム         | タクタ・カー                                                                |
| ハイロード           | バラク・カー（エディーノスの長）                                            |
| ダークネス・デバイス | 黒曜石の森「ラック・パッケン」                                              |
| 世界法則             | 深い霧 （リビングランドは視界をさえぎり方位磁石を狂わせる霧に覆われている） |
|                      | ラナーラの生命の祝福 （有機物が腐りやすい）                                 |
|                      | 物資の紛失 （大事なものをなくしやすい）                                     |

恐竜時代のレルム。シダ類の茂る原始の森が大地を覆っており、恐竜などの古代生物が闊歩する危険なレルム。この世界に住む知的種族はエディーノスといわれるトカゲ人で、狩りによる原始的な生活を営んでいる。文明レベルは石器時代程度。
このレルムは生命神ラナーラを崇拝する信仰の世界であり、生命力がとても強く働いている代わりに「死せるもの」つまり「道具」が禁忌とされているという特徴がある。そのため機械はもちろん鉄の剣なども「死んでいる」ので機能しない。落ちている木の棒を何の加工もせずに武器として使うなら「生きている」ものなので機能する。そんな強い制約のあるレルムである。
ハイロードのバラク・カーは侵略のために、道具の使用ができるように軍隊のリアリティを操作し、近代的な機関銃などまで装備させて虐殺をすすめていった。この禁忌に信仰深いエディーノスたちは反抗し、ストームナイトになるものもいる。

#### ニッポンテック
| どんな世界か?        | 陰謀うずまく情報戦の世界                                                                                  |
| 支配地域             | 日本、朝鮮半島、中国の一部、アメリカ西海岸                                                                |
| 故郷のコズム         | マーケットプレイス                                                                                        |
| ハイロード           | 金輪龍一（金輪産業CEO。本名は「No．3327」）                                                               |
| ダークネス・デバイス | 黒のノートパソコン「大黒」                                                                                |
| 世界法則             | 陰謀の法則 （人が集まると必ず裏切り者が発生する。また、陰謀や詐欺行為を行うときには判定にボーナスがつく） |
|                      | 利潤の法則 （金のある人間ほど得をする）                                                                   |
|                      | 復讐の法則 （仇討ち行為が成功しやすくなる）                                                               |

金が全てを支配する経済戦争のレルム。日本全土を支配しており、文化形態はコア・アースの現代日本（バブル期）と全くといっていほど変わらない。それゆえに、日本がすでに異世界のレルムとして侵略を受けていることをポシビリティ戦争に関係する多くの人間が気づいていないのである（もちろん、日本人たちも気づいていない）。
ハイロードである金輪龍一は、経済侵略という合法的な手段で人知れず地球を支配していこうとしている。そしてその計画は順調に進みつつある。コアアースの多くの地域の経済が金輪産業に組み込まれ、人々はいつの間にか金輪産業の機構に組み込まれてしまっている。こうしてニッポンテックのレルムは世界各地に拡大していくのだ。金輪龍一は「多くのコズムの侵略からコアアースを救う」ことを大義名分に、コア・アースの国家やストームナイトを経済的に支援している。しかしこれは、ライバルのハイロードたちの行動を抑えるための彼の策略にすぎなかった。
しかし陰謀の法則により、金輪に対する裏切り者もまた発生する。
ニッポンテックと化した地域では、過酷な経済戦争と陰謀戦のリアリティに巻き込まれ、倫理は弱くなり、他人を蹴落とし自分の利益を上げるような考えが横行しやすくなる。

#### サイバー教皇領
| どんな世界か?        | サイバーテクノロジーと中世暗黒時代の融合                                                                            |
| 支配地域             | フランス |
| 故郷のコズム         | マグナ・ヴェリタ |
| ハイロード           | ジャン・マルロー1世（サイバー教会の教皇）                                                                           |
| ダークネス・デバイス | 黒い十字架「エベンスロー」                                                                                          |
| 世界法則             | 異端魔術の法則 （魔法は悪魔の仕業である。このレルムで魔法を使おうとする者は悪魔に憑依される可能性がある）           |
|                      | 疑惑の法則 （見知らぬ他人には知らず知らずのうちに疑惑を抱く）                                                       |
|                      | 唯一神の法則 （唯一神（サイバー教皇）以外の神の奇跡は起こりにくくなる）                                             |
|                      | 試罪の法則 （罪は魔女裁判のような試罪法（拷問をかけて死ねば有罪、生き残れば無罪、という裁判）により、明らかになる） |

中世ヨーロッパの暗黒時代の文化・風習と、未来のサイバーテクノロジーが融合した、奇妙なサイバーパンク世界。もともとは純粋な中世暗黒時代だったが、絶対権力者である教皇とサイバーテクノロジーを持ったストームナイトとの戦闘中に起きた事故により教皇がサイバーテクノロジーに目覚める。その後リアリティの操作によりこのような世界となった。教会権力が圧倒的な力をもっており、神の名の下で人々を恐怖政治で支配している。
サイバー教皇領では、見た目は中世暗黒時代なものの、人体改造技術やコンピュータ技術を「神からの賜り物」として選ばれた人間に与えている。また、ゴッドネットといわれるコンピュータネットワーク上では天国や地獄などの信仰の世界が再現され、ミサなどもそこで行われている。
教会は住民の信頼を集めるために手段は問わない。教会のエージェントは自らの手で災厄を引き起こし、それを教会の手で解決することによって人々の絶対的な信仰を掌握することに成功している。しかし、教会の真の姿に気づきストームナイトとなる者もいる。

#### オーロシュ
| どんな世界か?        | ゴシック・ホラーなヴィクトリア朝イギリス                                                                |
| 支配地域             | 東南アジア                                                                                              |
| 故郷のコズム         | ガイア                                                                                                  |
| ハイロード           | ゴーントマン（最強のハイロード）                                                                        |
| ダークネス・デバイス | 黒曜石の心臓「ヘケトン」                                                                                |
| 世界法則             | 恐怖の力 （恐怖を克服しない限り、怪物とは互角にすら戦えない）                                           |
|                      | 堕落の力 （邪悪な行為は堕落につながる。邪悪な行為は有利なボーナスを受ける）                             |
|                      | 永劫輪廻 （あらゆる魔物は特定の倒し方（狼男には銀の弾丸、など）で倒さない限り、この世に舞い戻ってくる） |

オーロシュはゴシック・ホラーの雰囲気が強いレルムである。近世のヨーロッパに似た文化・技術レベルを持つが、夜の闇の中に吸血鬼や狼男などの怪物が蠢いている。怪物たちは一体一体が軍隊なみの強さであり、それゆえにオーロシュは侵略では「軍」というものは使わない。
オーロシュは本当の意味での「植民地」であり、このレルムには故郷のコズム「ガイア」からヴィクトリア人と呼ばれる人々がやってきている。彼らは植民地時代の英国人に輪をかけた白人至上主義者であり、彼らの手により東南アジアの現地人（有色人種）達は教育を受けている。ヴィクトリア人はそれを差別などと考えずにあくまで善意でそれを行っている（そのため、余計にたちが悪い）。
ハイロードであるゴーントマンは全コズム最強とまで言われる恐ろしい存在で、ポシビリティ戦争のキーパーソンである。しかし彼は現在行方不明であり、それゆえにポシビリティ戦争はオーロシュの圧倒的勝利にはすすまずに拮抗した状態になっている。

#### サーコルド
| どんな世界か?        | オカルトと科学が融合した近未来世界                                                  |
| 支配地域             | ロシア、ロサンゼルスの一部                                                          |
| 故郷のコズム         | サーコルド                                                                          |
| ハイロード           | ジェズラエル（人間の女性）                                                          |
| ダークネス・デバイス | マルゲスト                                                                          |
| 世界法則             | 獰猛の法則 （戦闘的、暴力的な行為が推奨され経済や文化的活動が停滞する）             |
| 世界法則             | 支配の法則 （主従関係が結ばれてしまうと、主人が圧倒的に優位に立つ）                 |
|                      | 苦痛の法則 （他者に苦痛を与えること、そして受けた苦痛に対する報復が共に推奨される） |

サーコルドは、デーモン（悪魔）と人間が長い間闘争している世界である。この世界では科学技術が魔法とともに発展していて、デーモンも人間もサイバーパーツに身を固めながら様々な魔術秘術を使うことができる。世界の文化や技術のレベルは近未来風だが、長年にわたるデーモンと人間との闘いでかなり荒廃してしまっている。雰囲気的には、コンピュータゲームの「女神転生シリーズ」や菊地秀行の小説「魔界都市シリーズ」に近い。映画『ターミネーター』で描かれる未来世界にオカルトの要素が入ったもの、ともいえるだろう。
コア・アースに侵略してきたのはデーモンの勢力であり、人間勢力はコア・アースのストームナイトと手を組み、コア・アースにおいても憎むべきデーモンと戦い続けている。
コア・アースにとっての敵はデーモンではあるのだが、現在のハイロードのジェズラエルは人間である。彼女はデーモンを率いていた先代のハイロードからダークネスデバイスを簒奪し、先代が率いていたデーモンを強引に統率して侵攻を進めているのだ。そのため、人間を下等動物とみなしているデーモンたちもまた、現状に不満を抱いている者も多い。
日本ではソースブックが発売されなかったレルムである。

#### スペースゴッズ
| どんな世界か?        | 高度な技術力を持つ宇宙人 |
| 支配地域             | 南米                     |
| 故郷のコズム         | スター・スフィア         |
| ハイロード           | なし                     |
| ダークネス・デバイス | なし                     |
| 世界法則             |                          |

スペースゴッズはポシビリティ戦争において数少ないコア・アースの味方であるレルムである。彼らのコズム「スタースフィア」はすさまじい科学技術レベルを持つ宇宙帝国であり、特にバイオ系の技術に強い。ハイロードの力を借りずとも次元移動するまでの技術力を持つ。かつてはマヤ、インカ、アステカなどの南米の古代文明に接触していたらしい。「ナスカの地上絵」を残したのは彼らである。南米の古代遺跡に残された「黄金スペースシャトル」や「宇宙人のような姿を描いた洞窟壁画」はスタースフィアの宇宙人たちのことを示していたのである。
コアアースの調査に来た彼らは、ポシビリティ戦争を目の当たりにし、ほとんどの者はそれを静観し不干渉を決め込んだが、一部の者はコアアースを救うためにストームナイトとともに活躍している。
日本ではソースブックが発売されなかったレルムである。

#### ランドビロウ
| どんな世界か?        | 地底のロストワールド |
| 支配地域             | 地下世界             |
| 故郷のコズム         | ランドビロウ         |
| ハイロード           | なし                 |
| ダークネス・デバイス | なし                 |
| 世界法則             |                      |

　ランドビロウは地球の地下に偶然の結果作られたレルム。20世紀初頭の冒険小説に出てくるような「地球空洞説」そのままの世界であり、アトランティスやムーのような超古代文明の遺跡が埋もれたジャングルに呪術を使う蛮族が跋扈する摩訶不思議な世界。エドガー・ライス・バローズの「地底世界ペルシダーシリーズ」や、映画『インディ・ジョーンズ/魔宮の伝説』などが良いイメージソースになる。
この世界は、ナイルとリビングランドのダークネスデバイスが同盟を結び、困ったときの用心に両者の間に地下トンネルを掘っておこう、と考えたことから新たに発見されたレルムである。それぞれの世界のポシビリティをエネルギーにトンネルを掘っていたが、ナイル帝国やリビングランドの住人々には「地底世界は存在するに決まっている」という概念があるため、地底を掘るのに使われていたポシビリティはその「地底世界の可能性」をかなえるためにここに新しい世界を作り出してしまったのである。突如出現した全く新しいフロンティアに多くのハイロードは目をつけている。
日本ではソースブックが発売されなかったレルムである。

## ゲームシステム

### キャラクターメイキング
コズムごとにいくらかの「テンプレート」と言われる半作成済みキャラクター（プレロールドキャラクター）がリスト化されているので、プレイヤーキャラクターの出身コズムに属するテンプレートを一つ選択し、初期技能ポイントを追加で割り振ればプレイヤーキャラクターは完成する。
『トーグ』で使用される数値（能力値、技能値など）は、全て対数で表現されている。具体的には、「数値が1違うと1.5倍の差がある」「数値5違うと10倍の差がある」というものになっている。能力値5と能力値10のキャラは2倍の性能差なのではなく、10倍の性能差があると考えられる。
トーグでは「原始人の石器から宇宙戦艦の主砲までを同じルールで表現する」というゲームであるために、通常の数値の表現の仕方では、原始人の石器の攻撃力を1としても、宇宙戦艦の主砲の攻撃力が一億とかとんでもない数値になってしまい、ゲームでまともに扱うことができない。
そこで能力差を対数で表現することにより、大きな差異も表現しやすくしているのである。

### 行為判定
行為判定は20面体ダイス一個による上方判定。
20面体ダイスを一個振り、その出目に行為判定に使用する能力値と技能値を足し合わせて、それがゲームマスター(GM)の設定した目標値以上であれば成功。
このとき、出目が10もしくは20ならばダイスをもう一度振り足すことができる。
また、キャラクターはポシビリティと言われる一種のヒーローポイントを使用できる。これを使用することで出目に関係なく振り足しが可能になる。ポシビリティはダメージの打ち消しなどにも使用できる。

### アクシオムとリアリティ
『トーグ』はシーン制を採用しているゲームだが、現在のシーンの舞台がどこのレルムに属するかによって、キャラクターの能力が大きく変わるというルールが実装されている。
#各種用語の「リアリティ」の項目でも解説したとおり、『トーグ』ではレルムごとに物理法則から人間の精神構造までが異なる。そこで、そのレルムがどういう価値観（リアリティ）になっているかをPCのように能力値で表すようになっている。この「世界の能力値」をアクシオムと呼ぶ。例えばコアアースのアクシオムは以下のように設定されている。
- 魔法 7（全然信じられていないし、魔法を使うのも覚えるのも大変）
- 社会21（良く発達しており、複雑な社会システムが理解され利用されている）
- 信仰 9（神の奇跡などは、一般には絵空事と認識されている）
- 技術23（良く発展しており、生活に浸透している）

キャラクターの特殊能力（魔法など含む）やアイテムには、それを使用するのに必要なアクシオムの数値が設定されており、現在いるシーンが必要アクシオム値に足りない場合、その能力やアイテムは使用できないことになる。
アクシオムのほかにも世界法則というものが存在する。これはシーンの舞台になっているレルムごとに設定された特別な世界律であり、シーンに登場しているキャラクターは全てその世界法則による影響を受ける。
プレイヤーキャラクターはポシビリティを使用することで、自分の周囲だけを自分の出身コズムのアクシオム値と世界法則に変換することができる。これにより能力やアイテムを使用しやすくすることもできる。

### ドラマデッキ
『トーグ』の最大の特徴がドラマデッキと言われるカードの使用である。ドラマデッキは基本ルールブックに付属しており、それぞれのカードには一発逆転が可能な特殊効果が書かれている。
プレイヤーは手札としてカードを何枚か所持しており、このカードを使用することで、カードに書かれたとおりの特殊効果を発動させることができる。
プレイヤーがこのカードを入手するには、戦闘時など緊迫した状況で発生するシーンにおいてである。シーンでは毎ラウンドごと推奨行動というものが指示される。その推奨行動に従ったロールプレイを行ったものは、ドラマデッキからカードを一枚もらえる。
推奨行動の中で対人行動として以下の5種類が存在する。推奨行動はこれ以外に「攻撃」「防御」「複数回行動」などもある。
なおこれらはいつでも実行は出来るが推奨行動でなければカードは得られない。
- 間合い ： 位置的な優位を取って相手を動揺させる。。
- トリック　：　相手に対してブラフ（引っかけ）を行なう。あらぬ方向に指を指して「おい、あれはなんだ？」などと言って相手を振り向かせて隙を作る、といったようなロールプレイがこれにあたる。
- 威圧　：　相手を威圧するロールプレイ。
- 挑発　：　相手の自尊心を刺激するロールプレイ。
- 威嚇　：　本能的に恐れるもので相手を脅すロールプレイ。「足元に銃を撃つ」「雄叫びを上げる」など。

これらは成功レベルに応じて相手に影響を与え、次の行動が有利になる。敵側も可能であり、また敵が推奨行動に成功するとPCからカードを奪う事が出来る。

## インフィニバース構想
『トーグ』の宇宙観では、コア・アースに侵略しにきているコズムは「コズムバース」と言われる更に大きな次元団に属しているとされている。そしてこのコズムバースもまた複数あり、別のコズムバースでは、別のコアアースがあり別のアイルがあり別のサーコルドがあり…　というように、コズムバース自体がいくつものパラレルワールドを持っている。そしてそのコズムバースの集合体を「インフィニバース」と呼ぶ。
これは、銀河系が集まって銀河団を、そして銀河団が集まって超銀河団を構成しているのと同じだと考えればわかりやすい。
インフィニバースの中にあるコズムバースでは、パラレルワールドの関係にあるため似たような事件が起こりやすいとされている。そして、あるコズムバースで起こった事件が他のコズムバースに影響することもあるという設定になっている。
『トーグ』発売元のWEST END GAMESは、各ユーザーのプレイ卓が「それぞれ別のコズムバースでの出来事」としており、公式シナリオを発表するために、そのプレイ結果を各ユーザからアンケートで集計していた。そのアンケートで最も多く集計された結果から「そのシナリオの後に何が起こったか」が決定され、それを元に次の公式シナリオが作られる。こうして『トーグ』のインフィニバースの歴史は全てのユーザーによって作られていった。

## 日本語版の発売停止について
日本語版『トーグ』は発売初期こそいくつものソースブックが順調に翻訳されたが、結局『サーコルド』『スペースゴッズ』などのソースブックは翻訳されずに半ば尻切れトンボのまま展開が終わってしまっている。
欧米産のテーブルトークRPGでは部落差別を「日本の幻想的なエキゾチシズム」として扱っているものが意外に多く、翻訳などに障害になることがある。過去の実例ではホビージャパンが輸入販売していたルーンクエストのサプリメント『Land of Ninja』が部落差別の記述ゆえに回収され、翻訳の予定も立ち消えた。また、2006年に新紀元社から翻訳された『ヴァンパイア:ザ・レクイエム』では部落差別に関係する記述が全てカットされている。

## トーグ・エタニティ
トーグ・エタニティではおおむね旧版のルールや世界観を引き継ぎつつ、多くのルールがプレイしやすくなるように改訂されている。
ポシビリティは旧版では経験点を兼ねていたが、エタニティではシナリオの初期値は原則的に3点の固定となり純粋に「ヒーローポイント」的な存在となった。このため敵の持つポシビリティも大きく減り、旧版ではボス敵になると何十点も有する場合があったが、エタニティではボスでも5点程度、最大で10となった（希に普通の手段で倒せない、または倒さない事を前提に更に多くのポシビリティを持つ存在も公式のシナリオには登場する）。
その一方で経験点が別に設けられ経験点の数値によりストームナイトのランク（保安許可レベルと称され、アルファから始まりベータ、ガンマと上がっていく）が分けられており、シナリオには推奨するレベルが記載されている。なお2023年現在で発表されているシナリオはベータまでである。
キャラクターの能力値は旧版の7種類から5種類に減らされている。このため対人行動からは「威圧」が削除されている。なお旧版では並の人間の能力値は8であったが、エタニティでは6となっている。
旧版ではポシビリティ能力者は自らのコズムの世界法則を他のリアリティでも、リンク切断のリスクを覚悟して使用出来た（もしくは不利な世界法則でも使用を強制された）が、エタニティでは世界法則はあくまでも「そのコズム（レルム）」にいる場合のみ使われるようになった。また世界法則の効果も小さくなった。
世界法則は主要なコズムでは「大世界法則」と「小世界法則」がそれぞれ３つずつ設定されている。「大世界法則」はゲームに直接的な影響を与えるものであり「小世界法則」は世界観を示すものになる。たとえばナイル帝国では「善悪いずれの勢力も降伏した相手を殺さない（その結果、逃げられる）」、サーコルドでは一般人に諦めと無力感が広がり、サイバー教皇領ではサイバーテクノロジーが実用化されているにもかかわらず、医学は血液型すら理解されないほど遅れている、と言った事が小世界法則によって定められている。
キャラクターに関してもっとも大きな変更点は「特典」の導入である。
キャラクターの能力の拡張、魔法や奇跡・超能力の使用、強力な装備や特殊能力の獲得、サイバーパーツの埋め込み、遺伝子操作、動物の相棒などが特典となる。
特典は初期状態には２つあり、更に経験点を払う（持っている特典が増えるほど必要な経験点も増える）事で取得出来る。ただし能力値、種族、技能レベル、リアリティ、他の特典などの前提条件を必要とするものもある。
旧版では特に理由も無くテンプレート毎に装備が記載されており、このため大きな戦力差が生じていたが、エタニティでは強力な装備は特典によりコストを払って入手するものとなった。これにより旧版よりも多様なキャラクターが作成出来るようになっている。
行為判定の段階が旧版の５から３に減り、更に攻撃などでよい数値を出してもそのボーナスが加算されない代わりに6面ダイスを成功レベルに応じてBD（ボーナスダイス）として振って、その出目を加算するようになった。このとき6の目は「∞」として扱われ、5＋更にダイスを加算する（6が出続ければどんどん加算される）ように修正された。
各コズムでの大きな違いは「コズムカード」の導入である。
これはコズム毎に分けられ、PCに1枚ずつ配られいろいろな出来事が起きる。
多くの場合、PCに有利な状況になるか、不利な状況が起きる代わりにポシビリティを得られるという効果がある。
コアアースにおける大きな変更点として、旧版では「リビングランドの侵攻による合衆国政府機能の喪失という未曾有の危機に対応した事実上のアメリカ臨時政府」であり汚職や虐殺など後ろ暗い要素も少なくなかったデルファイ評議会は「全世界のストームナイトをゆるやかに統率する支援機関」としてプレイヤーが罠を疑う必要のない「信頼できる依頼人」の役回りになり、公式のシナリオの多くはデルファイ評議会から与えられた情報からスタートするようになっている。
各レルムはおおむね旧版のイメージを踏襲しているが、旧版では高かったサーコルドの信仰アクシオムは極端に低くなり奇跡はなくなった。その一方で高度な超能力が使えるようになっている。また最初のモスクワ侵攻でレルムを構築しており、侵略開始の時点ではジェズラエルの主人であるデーモンのクラノッドがハイロードとして健在である。
サイバー教皇領は地球侵攻以前からサイバーテクノロジーを獲得しており、よりディストピア色を強めている。ほとんどあらゆる電子機器がゴッドネット接続を通じて監視されており（ただしフランス革命期程度の社会アクシオムとそれよりさらに前近代的なサイバー教会の体制が枷となっており、膨大な監視データを常に有効利用できるわけではない）、サイバー教会が供給するサイバーウェアも例外ではない。PCの特典としてのサイバーウェア埋め込みは、ストームナイトとしてサイバーウェアを使用する上で必要不可欠な「監視機能が組み込まれていない違法サイバーウェアの取得」を表すものとなる。
東南アジアに侵攻していたオーロシュはインドに侵攻している。旧版のランドビロウはリビングランドに統一された。
旧版のニッポンテックに相当する日本・極東方面の企業陰謀レルムはゾンビパンデミックに乗じて日本のみならず中国・朝鮮半島・台湾の実権をも早期に掌握した「パンパシフィカ」となっており、金輪産業の支配者として「金輪龍一の双子の妹・金輪麗子」が新たに追加されている。
スタースフィアは遙か昔にコズムが消滅しており、残った僅かな生き残りもゴーントマンによって殆どが滅ぼされている。旧版とは異なり魔法や信仰は事実上存在せず「スペースゴッズ」ではない。
ハイロード側の大きな変更点として、旧版ではダークネスデバイスの能力はそれぞれ大きく異なり、魔法や信仰の高いリアリティのダークネスデバイスは強力な魔法や奇跡を使用出来ると言う具合にそのリアリティの究極的存在であったが、エタニティでは人間を遥かに超越した能力を持つ点は同じだが、数値上の能力差はなくなり、奇跡や魔法も使えない。その一方でソースブックではそれぞれのダークネスデバイスの性格に関して詳しく記述されており、サイバー教皇領のエベンスローは破壊だけでなく創造も楽しみ、アイルのドラカヌスは気まぐれ、リビングランドのラックパッケン（旧版と異なり黒い槍の形を取る）は表向きはイエスマンと言った具合に個性的な性格をしている。
ゴスポグはパンパシフィカを除き旧版とおおむね同じ「死体を苗床にして生まれるアンドッドの怪物」であるが、旧版のように高度な知性を持つ、強力な魔法や奇跡を使う、人間そっくりで人間社会に入り込んで悪事を行う、と言ったゴスポグは存在せず単純なモンスターの側面が強い。パンパシフィカではゴスポグの種から開発されたキョンシーウイルスによって「感染した人間を殺人鬼・怪物に変える伝染病」を広め、そのワクチンを提供する事により自作自演で勢力拡大を目論んでいる。
旧版では装備品の能力差が大きく、コアアースとスタースフィアでは標準的な武器で15点（1000倍）程度の差があるような事もあったがエタニティでは5点（10倍）程度の差に留まっている。
更に旧版では後から発表されたサプリメントほど強力なモンスターや魔法、奇跡、装備が記載され敵幹部も強力になっていたため、インフレが著しかった（ナイル帝国の大幹部である総督はサーコルドの下級幹部にも見劣りする）がエタニティではインフレが抑えられるようになっている。

## 関連製品
日本語翻訳されたもののみを記載する。全てB5判書籍で発売された。
基本ルールブック
- トーグ基本ルール　 ISBN 978-4883172184

レルムごとのサプリメント
- アイル　トーグ・ソースブック　　ISBN 978-4883172214
- ナイル帝国　トーグ・ソースブック　　ISBN 978-4883172245
- リビングランド　トーグ・ソースブック　　ISBN 978-4883172283
- ニッポンテック　トーグ・ソースブック　　ISBN 978-4883172320
- サイバー教皇領　トーグ・ソースブック　　ISBN 978-4883172535
- オーロシュ　トーグ・ソースブック　　ISBN 978-4883172634

その他
- 力の遺品　トーグ・シナリオブック　（キャンペーンシナリオ集）　　ISBN 978-4883172412
- トーグガイドブック　（日本オリジナル製品。著者は細江ひろみ）　　ISBN 978-4883172337

リヴァイスドエディション（2018年発売の全面改訂版 基本ルールブックとレルム毎のサプリメントの簡易版をかねる）
- トーグ　リヴァイスドエディション ISBN 978-4775315651

エタニティ基本ルールブック
- トーグ エタニティ 基本ルールブック ISBN 978-4775319284

その他
- エントリーシナリオ デイ・ワン （シナリオ集) ISBN 978-4775319291